# Palazzo Arcivescovile (Trento)
Palazzo Arcivescovile, anche noto come palazzo della Curia o palazzo Ceschi, dal 1922 è sede della curia e residenza dell'arcivescovo di Trento. Risale al XVI secolo.

## Storia

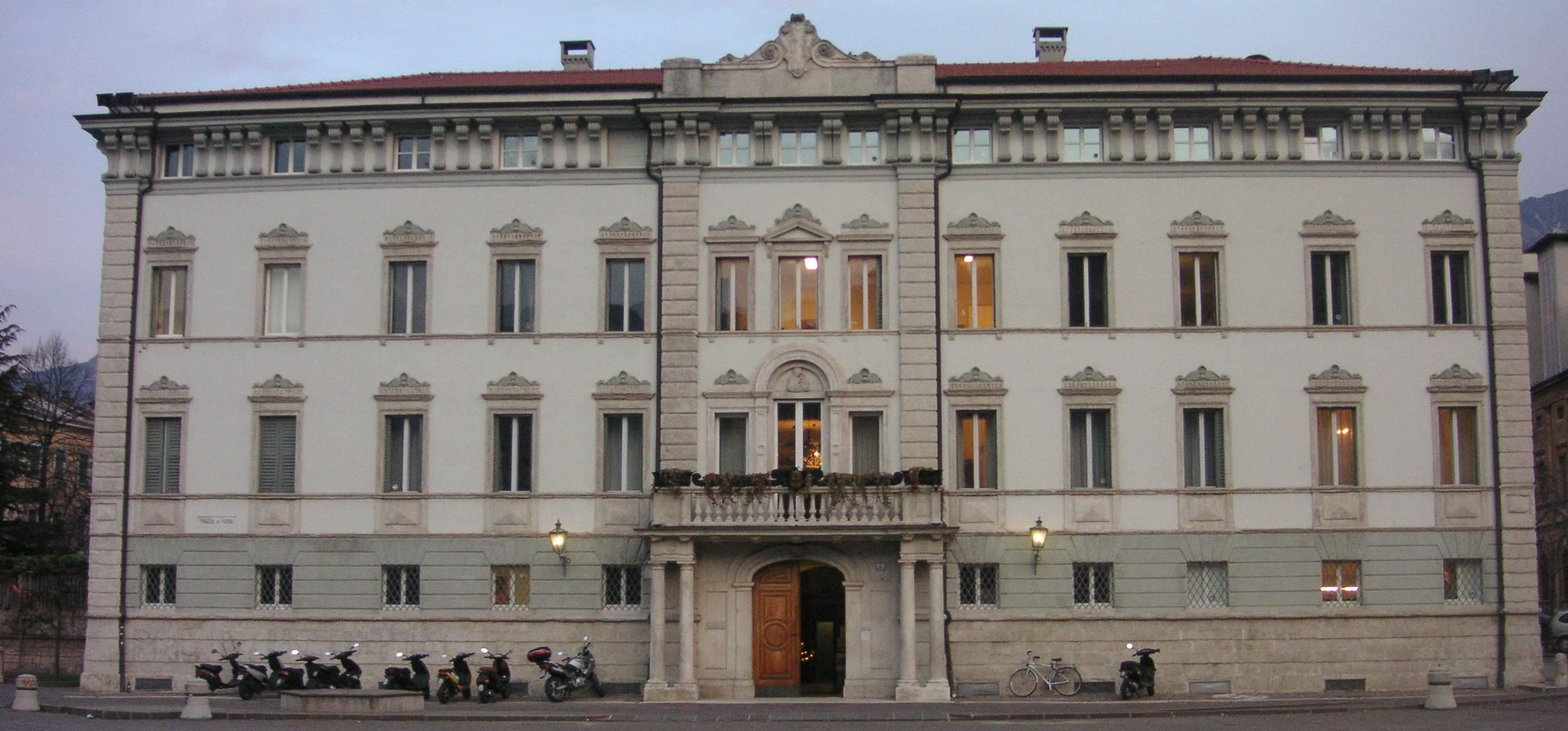
Aspetto del palazzo nel 2007.

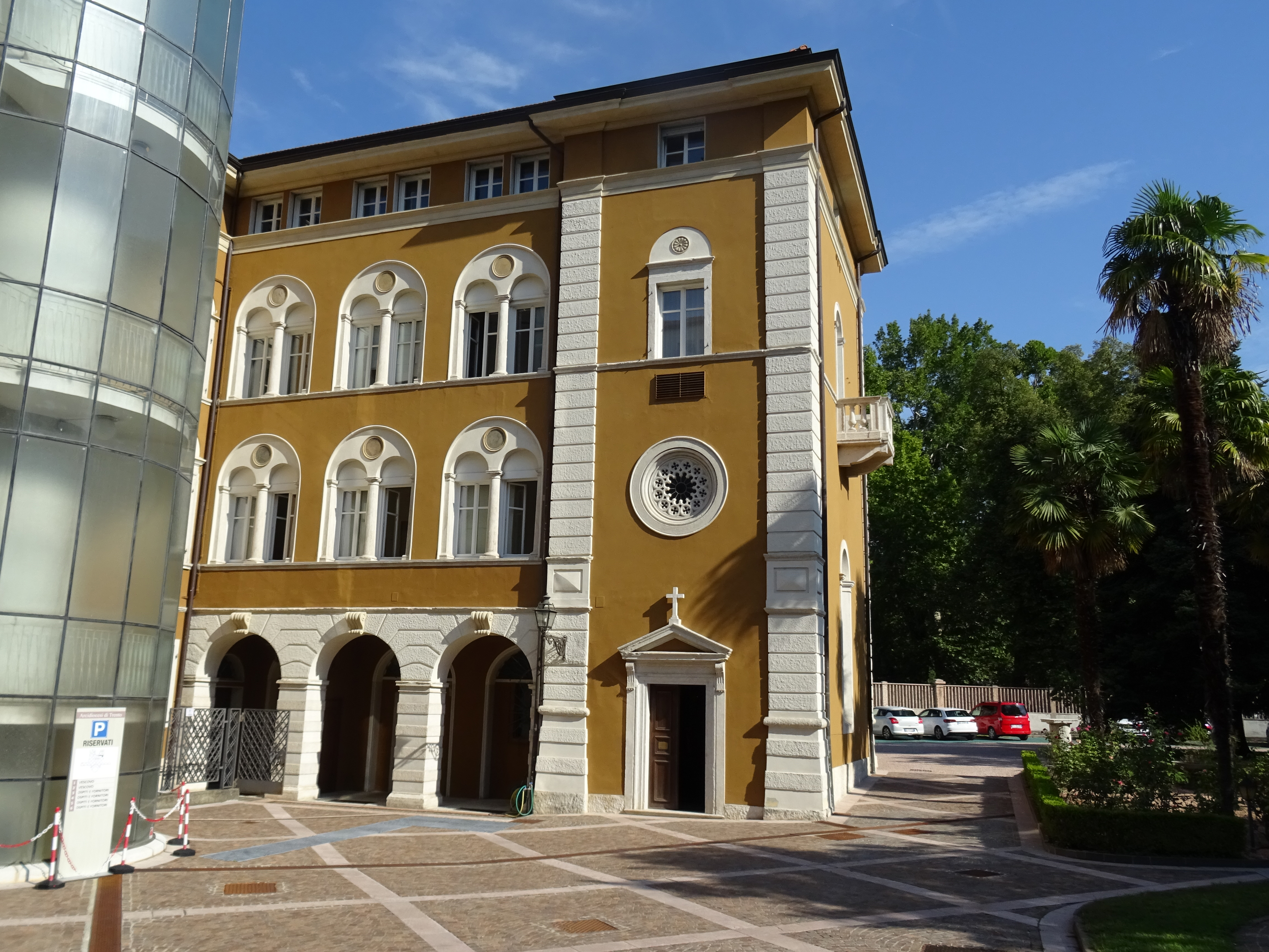
La cappella di San Giovanni Battista affacciata sul cortile interno.

Il primo palazzo edificato sul sito del palazzo della curia, appartenente alla famiglia Pregrini, risaliva al XVI secolo. Nella prima metà del XVII secolo il bene entrò tra le proprietà del principe vescovo Carlo Emanuele Madruzzo e poi della famiglia Particella.  	
Nel 1649, quando fece tappa a Trento la giovanissima Maria Anna d'Asburgo diretta in Spagna per le nozze con Filippo IV, nel palazzo venne organizzata in suo onore la recita del dramma in musica Aldna.
Attorno alla fine del secolo seguente venne probabilmente ristrutturato o ricostruito. Dopo varie vicende familiari una delle eredi della proprietà fu Ginevra de Zorzi, consorte del nobile Marco Martinengo Cesaresco ma dopo la sua morte il palazzo fu lasciato all'istituto cittadino per i sordomuti, sino al 1871, quando fu acquistato dai baroni Ceschi di Santa Croce.
A partire dal 1872 la nuova proprietà decise per la ricostruzione del palazzo che avrebbe dovuto avere maggiori dimensioni del preesistente. Il progetto venne affidato a Ignazio Liberi con l'obbligo di chiudere il cantiere entro il 1874. I lavori, affidati ad un'impresa locale, compresero anche la grande area dei giardini e vennero ultimati nel 1873. Circa cinquanta anni più tardi, nel 1922, il palazzo entrò tra i beni della mensa vescovile diocesana che in breve vi trasferì sia la sede della curia sia la residenza dell'arcivescovo di Trento abbandonando la precedente sede in piazza Vittoria. Nel 1929 vennero realizzati alcuni lavori sulla facciata, in particolare all'interno della lunetta sulla finestra maggiore del piano nobile venne posto il bassorilievo che raffigura la Madonna con Gesù Bambino.
Un ultimo ciclo di interventi conservativi è stato progettato nel 2011 con lo scopo di mettere in sicurezza le parti degradate delle varie facciate e ripristinare il colore originale di epoca austroungarica, antecedente l'acquisizione da parte della diocesi trentina. I lavori si sono conclusi nel 2018.

## Descrizione

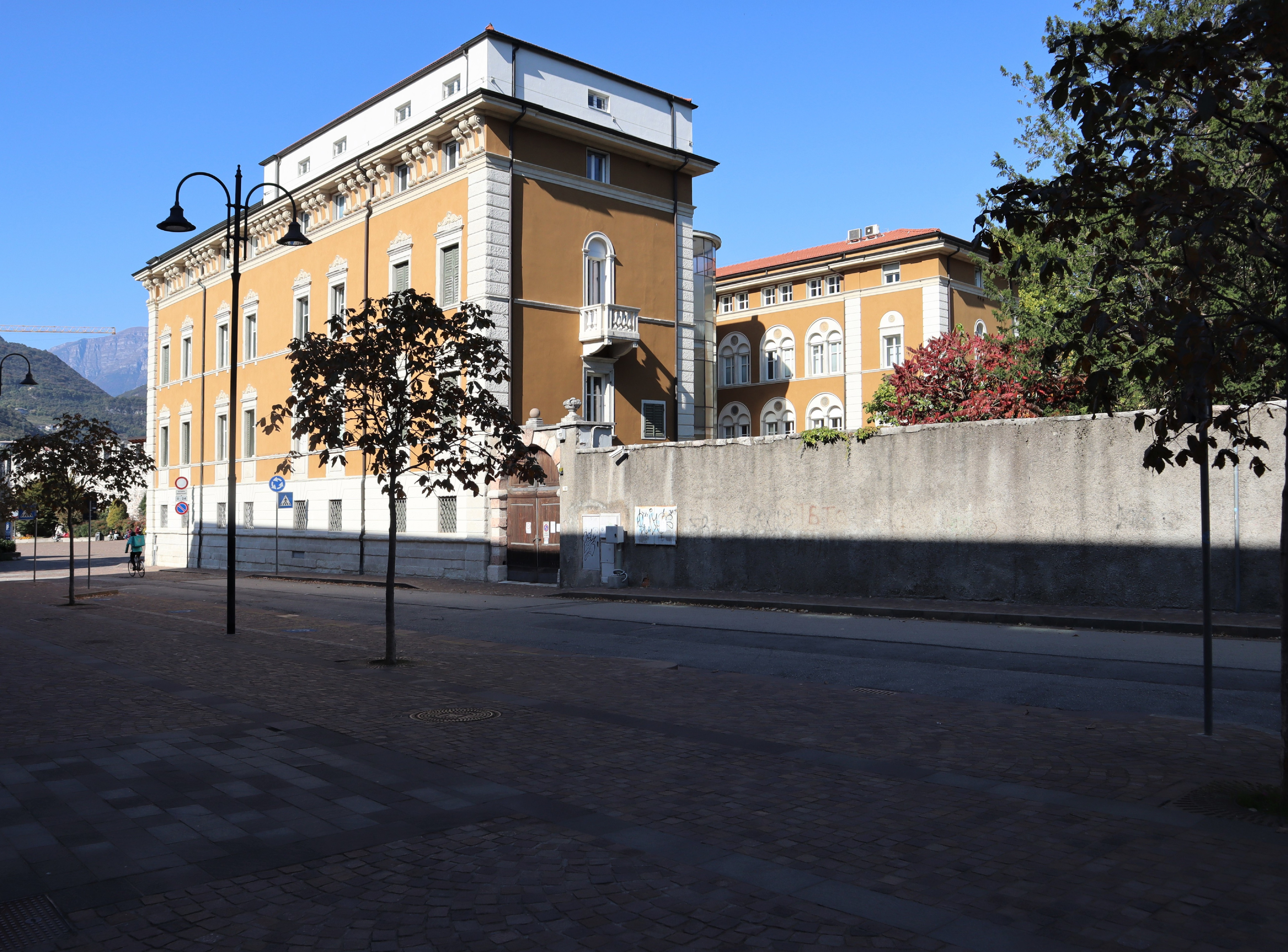
Prospetto sud con muro di recinzione del giardino

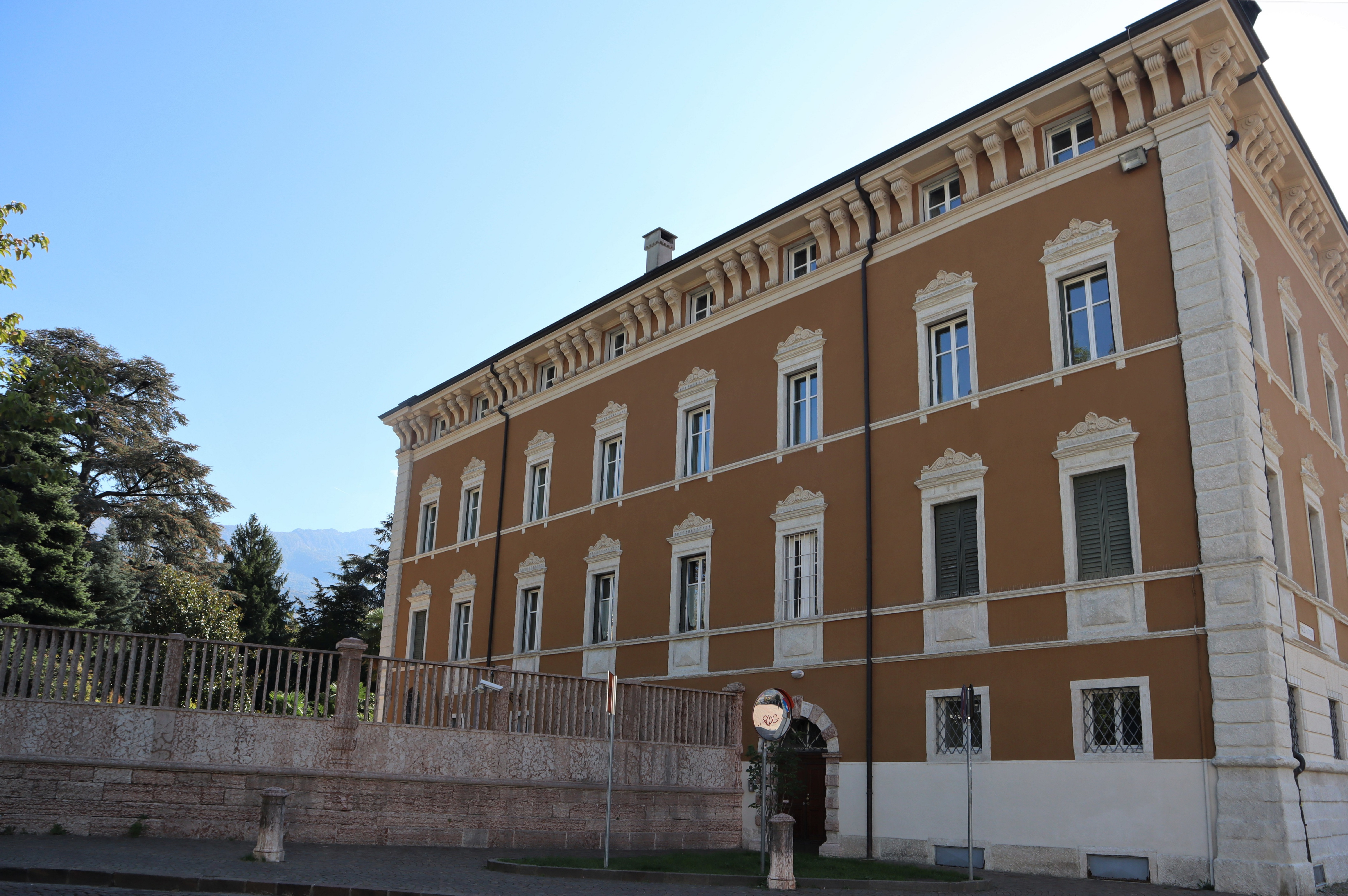
Prospetto nord

### Esterni
Il palazzo si trova affacciato col prospetto principale sulla grande piazza di Fiera, con le due ali laterali su via San Giovanni Bosco e in parte su via Francesco Barbacovi. La facciata appare divisa da due lesene poste ai lati e due a separare la parte centrale con il grande portale di accesso con cornice lapidea ad arco ribassato sotto il grande balcone. Nel settore centrale si apre il grande portale ad arco ribassato, sovrastato da un balcone. Al balcone, che si trova al piano nobile, si accede attraverso la serliana sopra la quale è posta la scultura a bassorilievo raffigurante la Madonna con Gesù Bambino voluta da Celestino Endrici. La parte centrale culmina con un motivo decorativo a volute e scudo al centro. il fastigio sommitale è formato da due volute e da uno scudetto centrale. Nel giardino molto esteso si trova la cappella di San Giovanni Battista e vi si accede dalla facciata interna orientale che al centro, durante il XX secolo, ha avuto l'inserimento di una grande scala esterna con vetrata a semicilindro.

### Interni
Dall'ingresso principale si accede all'atrio e da questo al grande scalone che porta al piano nobile e ai piani superiori. 
- Piano nobile, residenza arcivescovile.
- Secondo e terzo piano, uffici della curia diocesana.[1]